# 布萊恩·斯泰爾
布萊恩·斯泰爾（英語：Bryan George Steil，1981年3月3日—）是美國的一位政治家，所屬政黨是共和黨。自2019年開始，他擔任威斯康辛州第一國會選區選出的眾議院議員。